# Raiden (videogioco)
Raiden (雷電?) è un videogioco arcade del 1990 sviluppato da Seibu e pubblicato da Tecmo. Primo titolo della serie omonima, il gioco ha ricevuto conversioni per numerose piattaforme. Le versioni per FM Towns, Sega Mega Drive e Super Nintendo Entertainment System sono state distribuite con il titolo Raiden Trad (雷電伝説?, Raiden Densetsu).
Raiden e il suo seguito Raiden II sono inclusi nella raccolta The Raiden Project per PlayStation, in seguito distribuita per PlayStation 3 e PlayStation Portable tramite PlayStation Network.

## Trama
Ambientato nell'anno 2090, il protagonista è un pilota che utilizza un nuovo tipo di jet supersonico denominato Raiden per affrontare le astronavi aliene che hanno invaso la Terra.

## Serie
| Nome                                   | Anno            |
| -------------------------------------- | --------------- |
| Raiden                                 | 1990            |
| Raiden II                              | 1993            |
| Raiden DX                              | 1994            |
| Raiden Fighters                        | 1996            |
| Raiden Fighters 2: Operation Hell Dive | 1997            |
| Raiden Fighters Jet                    | 1998            |
| Raiden III                             | 2005            |
| Raiden IV                              | 2007            |
| Raiden Fighters Aces                   | 2008            |
| Raiden Legacy                          | 2012            |
| Raiden IV: OverKill                    | 2014            |
| Raiden V                               | 2016            |
| Raiden IV x MIKADO remix               | 2021            |
| Raiden III x Mikado Maniax             | 2023            |
| Raiden NOVA                            | 31 ottobre 2024 |